# Missa dialogata
La messe dialoguée (en latin : dialogata Missa ou Missa recitata ) est une messe basse « pendant laquelle les fidèles répondent au Célébrant en même temps que le Servant ». Le but de cette pratique n’est pas de rendre solennelle la messe basse, mais de préparer les fidèles à la messe chantée, en leur apprenant la récitation à haute voix du latin.

## Historique
La messe dialoguée est une innovation récente, qui reçut néanmoins plusieurs approbations du Saint-Siège : en novembre 1922, de la part de la Congrégation pour les évêques pour cette pratique selon laquelle « au moins dans les maisons religieuses et les institutions pour les jeunes, tous les gens aidant à la messe donnent les réponses en même temps avec leurs acolytes ». Elle est par ailleurs jugée « louable en soi » par cette même congrégation en 1932, mais est laissée à la discrétion de l’Évêque, qui doit tenir compte « de toutes les circonstances de lieu, de population, ainsi que du nombre des messes célébrées simultanément », et juger si cette pratique « ne peut pas engendrer de troubles. » 
La Sacrée Congrégation des Rites accorda son approbation à cette pratique à deux reprises : le 30 novembre 1935 et le 3 septembre 1958[réf. nécessaire].
On peut retrouver des traces de cette pratique, bien établie en Belgique et en Allemagne[réf. nécessaire], avant la Première Guerre mondiale.
En dépit de ces encouragements officiels, la messe dialoguée n'a jamais été très répandue dans les pays anglo-saxons, et les célébrations de la messe tridentine en cours dans ces pays sont dans des pratiques rarement aussi structurées que la Missa dialogata. La seule exception dans le monde anglophone fut en Écosse, laquelle conserve des liens étroits avec de nombreux pays et en particulier avec la France. L'Écosse rend populaire sa messe dialogue à la cathédrale d'Édimbourg, introduit dans les années 1920, et dans les années qui suivirent, elle devint célèbre à travers le pays. Cependant dans d'autres tels la France, l'Italie, l'Espagne et l'Allemagne, la missa dialogata rencontra une plus grande acceptation et tolérance. Un grand nombre de messes tridentines célébrées actuellement dans ces pays utilisent la formule de la messe dialogue.[réf. nécessaire]

## Description
Le décret de la Congrégation des rites fournit une description des pratiques permises aux fidèles lors de la messe dialoguée : ceux-ci peuvent réciter en latin les réponses propres au servant, à partir du Kyrie eleison (le psaume 42 et le Confiteor, prière de préparation personnelle du prêtre, n’est pas à dialoguer avec le peuple) : notamment, le Gloria, le Credo, le Sanctus, le Benedictus et l’Agnus Dei. Elles ne sont néanmoins pas alternées avec le célébrant.
En revanche les fidèles ne doivent pas réciter à haute voix les formules dites à voix basse par le prêtre (les secrètes, le canon et le Pater), qu’ils doivent suivre en silence sur leur missel. De même pendant l’élévation les paroles « Dominus meus et Deus meus » ou « Mon Seigneur et mon Dieu ». Il n’est en outre pas permis de retarder d’aucune manière le célébrant (notamment pour réciter des prières ou entonner des chants).